# Pfingsttagung Bobengrün
Die CVJM-Pfingsttagung in Bobengrün oder einfach auch Pfingsttreffen Bobengrün oder Pfingsten in Bobengrün ist ein Open-Air-Treffen von Christen im Frankenwald. Es ist eine Veranstaltung mit Festival-Charakter, die jährlich am Pfingstwochenende im Wald nahe dem kleinen Ort Bobengrün, Gemeindeteil von Bad Steben in Oberfranken stattfindet und vom CVJM Bobengrün veranstaltet wird. Das Treffen findet seit 1946 statt und lockt in der Regel jedes Mal etwa 10.000 Menschen in das Dorf im Frankenwald. Es steht unter dem Slogan "Ein Treffen im Wald unter Gottes Wort". Das Pfingst-Treffen findet jeweils von Pfingstsamstag bis Pfingstmontag statt. Im Festival geht es vor allem darum, christliche Gemeinschaft zu erleben und sich mit der biblischen Botschaft auseinanderzusetzen bzw. sich von ihr ansprechen/inspirieren zu lassen. Dazu sprechen in der Regel mehrere Redner zu biblischen Texten und Themen. Außerdem wird gemeinsam übernachtet / gecampt, gesungen, gebetet, Gottesdienst gefeiert und auf Ansprachen zu biblischen bzw. christlichen Themen gelauscht. Viele Teilnehmer verbringen die ganze Zeit hier, übernachten oder campen vor Ort, andere kommen jeweils zu den Veranstaltungen oder verbringen ganze Tage auf dem Tagungsgelände.
Theologisch kommt die Veranstaltung aus der Tradition von Pietismus und Erweckungsbewegung. Die zugrundeliegende Theologie geht u. a. davon aus, dass ein Leben in Beziehung mit Gott möglich und lohnend ist und dass eine lebendige Beziehung zu Gott lebensverändernd ist. Sie lädt daher zu einer bewussten Entscheidung zu einem Leben in Nachfolge Jesu ein.
Wegen der Corona-Pandemie fand das Treffen 2020 und 2021 ohne Live-Publikum statt, wurde aber online übertragen. 2022 wurde wieder eine Präsenzveranstaltung durchgeführt.

## Das Areal
Die Tagung findet in einem waldreichen Landschaftsraum nahe dem Ort Bobengrün statt. Die Bereiche umfassen Teile des Grundes und der Hänge des Froschbachtals. Es sind überwiegend Waldbereiche. Das eigentliche Tagungsgeände, auf dem die Versammlungen bzw. Veranstaltungen stattfinden, liegt in Hanglage ebenfalls im Wald oberhalb des Ortes bzw. des Froschbachtals, der Bereich ist nicht mit Sitzmöbeln oder ähnlichem ausgestattet, sondern naturbelassen. Die Gäste sitzen entweder auf dem Waldboden oder auf mitgebrachten Decken, Gartenstühlen etc. Durch die Hanglage ergibt sich eine natürliche Tribünensitution. So sind Redner und Musiker gut sicht- und hörbar. Für diese gibt es ein kleines Podium, nahe dabei steht ein kleines Blockhaus. Neben dem Tagungsgelände befinden sich auch ein Tagungscafe und ein Zeltplatz für Familien. Auf dem Grund des Froschbachtals befindet sich ein weiterer Zeltplatz. Im Umfeld sind temporäre Parkplätze für Pkw vorhanden.